# Aborlan
Aborlan é um município de primeira classe de renda municipal (d) na província de Palauã, nas Filipinas. De acordo com o censo de 1 de maio  de  2020 possui uma população de 38 736 pessoas e 9 715 domicílios.